# Prix Niépce Gens d'images
Il Prix Niépce Gens d'images è un riconoscimento francese nato nel 1955 che viene assegnato ogni anno dalla associazione Gens d'Images a un fotografo professionista con meno di 50 anni (in precedenza 45 anni), che abbia vissuto e lavorato in Francia per oltre 3 anni. È stato introdotto in onore di Joseph Nicéphore Niépce da Albert Plécy per l'Associazione Gens d'Images.

## Storia
Il Prix Niépce Gens d'images "premia ogni anno il lavoro di un fotografo professionista residente in Francia da più di tre anni e di età inferiore ai 50 anni. È sostenuto dal Ministero della Cultura e dalla Biblioteca nazionale di Francia, storico partner istituzionale che ospita le deliberazioni e la proclamazione del premio.
Nel 1962 era composto da 26 membri e comprendeva in particolare Janine Niepce, Jean-Marie Baufle, Pierre Gassmann, Pierre Ichac, Guy Knoché, Jacques-Henri Lartigue, Emmanuel Sougez, Jean Adhémar, Claude Bellanger, Louis Merlin, Marius Péraudeau, Albert Plécy, Raymond Savignac e Maximilien Vox.
Nel 1990, il museo d'arte contemporanea di Dunkerque ha presentato una mostra retrospettiva dei premi Niépce dal 1955 al 1990.
Nell'ambito del "Mese della fotografia" 2010, la galleria Montparnasse (1955-1982) e il museo Montparnasse (1983-2010) hanno presentato la mostra 55 anni di fotografia attraverso il Premio Niépce 1955-2010.
Dal 2011 al 2015 è finanziato dalla compagnia cinematografica MK2, diretta da Marin Karmitz. Dal 2016 è finanziato dalla Fondazione Picto, il fondo di dotazione dei laboratori Picto che premia il vincitore, progetta e produce con The Eyes Publishing un libro d'artista. Dal 2019 gode inoltre del patrocinio di ADAGP, Società degli autori nelle arti grafiche e plastiche.
La giuria del premio 2020, presieduta da Héloïse Conésa, curatrice per la fotografia contemporanea presso il Dipartimento di stampe e fotografia della BnF, era composta da Quentin Bajac, direttore del Le Jeu de Paume; Benoit Baume, direttore editoriale della rivista Fisheye; Thierry Bigaignon, gallerista; Nathalie Bocher-Lenoir, presidente della Gens d'images, delegata del Premio Niépce; Françoise Bornstein, gallerista, Sit Down, Parigi; Raphaël Dallaporta, fotografo, vincitore del Premio Niépce 2019; Andreina De Bei, vice caporedattore e photo director di Sciences et Avenir; Marion Hislen, delegata per la fotografia al Ministero della Cultura; Brigitte Patient, giornalista.

## Il premio
Il premio Niépce Gens d'images 2020 è assegnato da3:
- Un contributo del valore di 10.000 € della Fondazione Picto, di cui 5.000 € in denaro e 5.000 € in competenze per la realizzazione di un libro in edizione limitata di 300 copie, edito da The Eyes Publishing, che riconosce al vincitore un anticipo di 1.000 € , quindi il 5% sulle vendite. Il vincitore riceve cinque copie.
- Acquisizione di stampe da parte della Biblioteca nazionale di Francia.
- Un contributo di 10.000 € da parte di ADAGP, Società degli Autori nelle Arti Grafiche e Plastiche, di cui 6.000 € in denaro per il vincitore (di cui 1.000 € di diritto d'autore, per l'utilizzo delle opere del vincitore e 4.000 € destinati alla organizzazione del premio e sua comunicazione.
- Una mostra di tre mesi, con royalties di 2.000 euro, organizzata dalla galleria Dityvon-University of Angers.
- Un workshop Gens d'images, una conferenza organizzata a Parigi, presso l'auditorium ADAGP, per la presentazione del lavoro fotografico.